# Зеннхайзер, Йорг
Йорг Зеннхайзер (нем. Jörg Sennheiser; 19 сентября 1944 года, Бад-Бевензен, Германия) — немецкий инженер-электрик и предприниматель. Председатель наблюдательного совета семейной компании Sennheiser Electronic GmbH & Co. KG. Почетный профессор Ганноверского университета имени Готфрида Вильгельма Лейбница. Сын Фрица Зеннхайзера.

## Биография
Йорг Зенхайзер родился в 1944 году в семье инженера-электрика Фрица Зенхайзера (1912—2010) и его жены Герты (1920—2009). Учился в Ганноверской средней школе Goetheschule.
С 1964 года изучал электротехнику сначала в Ганноверском университете имени Готфрида Вильгельма Лейбница, затем в Швейцарском федеральном технологическом институте в Цюрихе (ETHZ). С 1970 года работал научным сотрудником и ассистентом в Институте телекоммуникационных технологий ETHZ, где в 1973 году получил звание доктора технических наук. С 1974 по 1976 год работал инженером-проектировщиком в Siemens-Albis AG в Цюрихе. 1 марта 1976 года начал работать техническим менеджером в семейной компании Sennheiser Electronic KG в Ведемарке.
В 1981 году получил должность частного преподавателя лекций «Электроакустика I+II» в Ганноверском университете. 9 мая 1982 года стал управляющим партнёром в качестве генерального партнёра, а его отец и основатель компании вышел из компании в качестве партнёра с ограниченной ответственностью. В апреле 1996 года компания Sennheiser вышла из оперативного управления и передала компанию лицам, не являющимся членами семьи. Он сам стал председателем наблюдательного совета.
Он участвует в совете выпускников ETH с 2004 года и в настоящее время является его вице-президентом.

1982 год. Йорг Зеннхайзер (слева) принимает управление от своего отца Фрица Зеннхайзера

## Личная жизнь
Йорг Зеннхайзер женат, у него трое детей (Дэниел, Андреас, Аланна). Двое его сыновей работают в компании с 2008 и 2010 годов соответственно. Йорг Зеннхайзер жил в Романсхорне со своей женой-швейцаркой с середины 1990-х годов. Также имеет сестру.

## Награды
- 1991: Honorarprofessor der Gottfried Wilhelm Leibniz Universität Hannover
- 2006: Companion des Liverpool Institute for Performing Arts (LIPA)
- 2009: Achter Ehrensenator der Hochschule für Musik und Theater Hannover (HMTH)[5]
- 2009: Karmarsch-Denkmünze der Leibniz Universitätsgesellschaft Hannover e. V.[6]
- 2014: Preis als «Unternehmer des Jahres 2014»[7] durch «Die Familienunternehmer – ASU» und «Die Jungen Unternehmer — BJU» am 30. Januar im Lichthof der Leibniz Universität Hannover[8][9]